# Геологічний музей (Івано-Франківськ)
Геологічний музей Івано-Франківського національного технічного університету нафти і газу — освітньо-культурний заклад у м. Івано-Франківську. Заснований у Львові у 1873 році геологом Юліаном Медвецьким.
5 грудня 2007 року постановою Кабінету Міністрів України «Мінералогічна колекція геологічного музею Івано-Франківського національного технічного університету нафти і газу» внесена до Державного реєстру наукових об'єктів, що становлять національне надбання.

## Історія
Заснування музею датується 1873 роком. Колекції музею почали збирати при Технічній академії. Пізніше доповнені експонатами, придбаних на виставках, у музеях, в експедиціях та у приватних осіб в Бонні, Парижі, Празі, Відні, Нью-Йорку, Фрайберзі, Дрездені, Женеві, Страсбурзі, Філадельфії.
У 1939 році геологічний музей став структурним підрозділом Львівського політехнічного інституту. Після переводу у 1963 році нафтового факультету Львівського політехнічного інституту до Станіслава, туди ж переїхав і музей. За майже 150 років існування музею було зібрано понад 10 тис. експонатів.  Також у музеї знаходяться зразки різних порід, родовища яких вже давно вичерпані. 

## Структура
Відділи музею представлені колекціями:
- мінералогія;
- петрографія;
- корисні копалини України;
- корисні копалини Івано-Франківської області;
- історична геологія;
- палеонтологія.